# Oidiodendron ambiguum
Oidiodendron ambiguum är en svampart som beskrevs av Peyronel & Malan 1949. Oidiodendron ambiguum ingår i släktet Oidiodendron och familjen Myxotrichaceae.   Inga underarter finns listade i Catalogue of Life.